# Gordio
Gordio (del griego Γόρδιον/Gordion, también conocida como Gordión o Gordium, en turco Gordiyon) era la capital del antiguo reino de Frigia. Corresponde al actual yacimiento de Yassihüyük, en la actual provincia turca de Ankara, a unos 96 km al sudoeste de la ciudad de Ankara y en el distrito de Polatlı. El núcleo de Gordio, compuesto por la ciudadela, la ciudad baja y una fortaleza (Küçük Hüyük), se situaba en la ribera oriental del río Sangario (griego Σαγγάριος, actual Sakarya), río que fluye desde Anatolia central hasta el mar Negro, aunque posteriormente surgieron extensos suburbios en el lado opuesto. Su nombre se relaciona con Gordias (o Gordio), uno de los primeros reyes de Frigia. Otro de los reyes relacionados con la ciudad fue su hijo Midas.

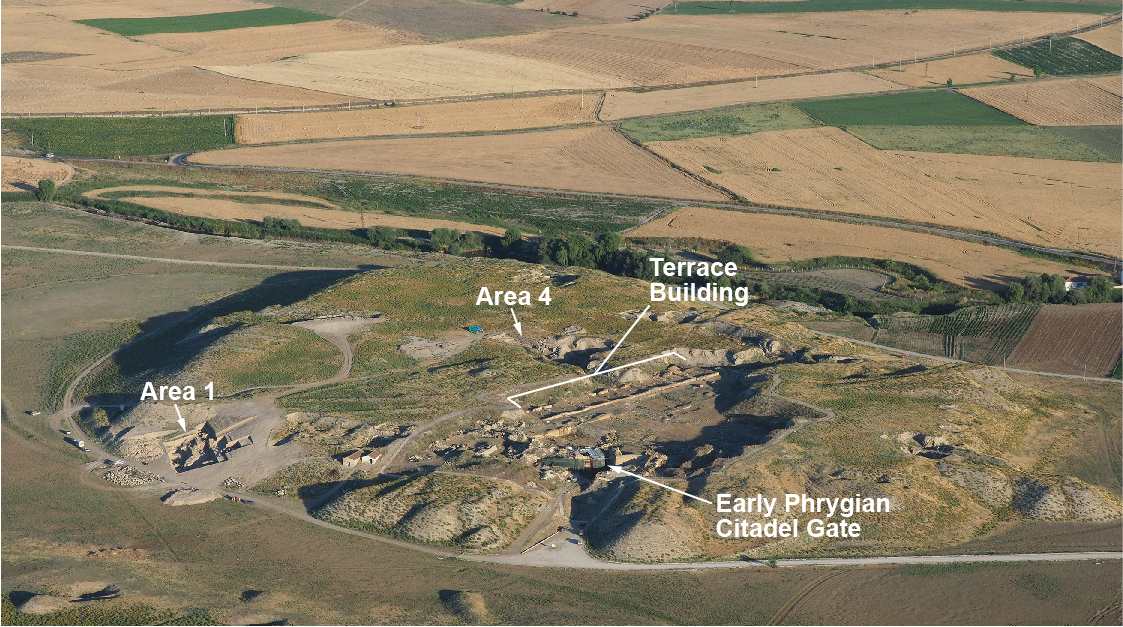
Vista aérea del montículo de la ciudadela de Gordion.

Los niveles más antiguos datan del Bronce Medio (c. 1500 a. C.). Entre los siglos XII y X a. C. los frigios, provenientes al parecer de Tracia, se establecieron en Anatolia central, aunque no hay evidencias de un reino de Frigia hasta el siglo VIII a. C. Gordio alcanzó su mayor esplendor bajo el rey Midas (s. VIII-VII a. C.), quien se cree que refundó la ciudad. Hacia el final de su reinado, Frigia sufrió invasiones de pueblos cimerios, quienes pueden haber sido los responsables de la destrucción de Gordio. Los lidios expulsaron a los cimerios y conquistaron Frigia hacia 620 a. C.
En los alrededores de Gordio fueron hallados alrededor de 80 túmulos funerarios construidos por los reyes de Frigia. El mayor de ellos (conocido originalmente como la «tumba de Midas», aunque actualmente se cree que perteneció a un rey anterior) es el mayor en tamaño, con sus 300 m de diámetro y 47 de alto.
Tras la conquista persa (c. 547 a. C.) Gordio se convirtió en capital de la satrapía de Frigia y sede de una guarnición militar permanente. Su importancia estratégica radicaba en el control del cruce del río Sangario. Por Gordio pasaba al menos un ramal del camino real que unía Sardes con Susa. Los restos de la calzada son visibles aún y aunque se ha señalado que parecen datar de la época romana, en todo caso se situarían sobre la ruta original persa. En 334 a. C. fue conquistada por el ejército de Alejandro Magno, cuando se produjo el famoso episodio del corte del nudo Gordiano. Después de la muerte de Alejandro, Gordio formó parte del Imperio seléucida, de Galacia, del reino de Pérgamo y, finalmente, del Imperio romano (189 a. C.). Durante el período romano la ciudad original fue abandonada y sobrevivieron tan solo los asentamientos del lado occidental del Sangario.